# Revolutionsbruden
Revolutionsbruden (originaltitel The Rendezvous) er en amerikansk stumfilm fra 1923 af Marshall Neilan.

## Medvirkende
- Conrad Nagel som Walter Stanford
- Lucille Ricksen som Vera
- Richard Travers som Sergei
- Kathleen Key som Varvara
- Emmett Corrigan som Vassily